# Temple de Brihadesvara
Le temple de Brihadīśvara  — appelé aussi temple de Râjarâjeśvaram, d'après le nom de son constructeur — situé dans la ville de Tanjore dans l'État du Tamil Nadu en Inde est une réalisation exemplaire du style chola d'architecture religieuse.
C'est l'un des plus grands temples de l'Inde.

## Histoire
Le temple est dédié à Shiva.
Il a été construit par l'empereur Chola Râjarâja entre 1003 et 1010. Le 257e jour de la 25e année de son règne (1010), Râjarâja assista à l'installation du pot de cuivre (kalash) au sommet du vimana de 13 étages et 66 m de haut, couronné d'un bloc monolithique de 81 tonnes. Cette cérémonie indiquait l'achèvement de la construction du temple et sa consécration.
Le temple illustrait la puissance de la dynastie Chola. Il était utilisé pour des cérémonies religieuses royales.
Le temple a fêté ses mille ans d'existence en septembre 2010, avec notamment un festival de danses Bharata natyam avec 1000 danseurs.

## Architecture
En raison de la présence d'une rivière proche, la porte extérieure du temple ne pouvait pas donner sur l'est comme dans la plupart des temples indiens. Elle est orientée vers le sud-est.
Le temple se situe à l'intérieur d'une double enceinte rectangulaire de 270 mètres sur 140 mètres, probablement construite au XVIe siècle .
Le portail d'entrée est un gopuram de 30 mètres de haut. Il est donc beaucoup moins haut que le vimana du sanctuaire principal, contrairement à la plupart des temples de style dravidien .
Il se compose du sanctuaire principal recouvert par le Vimana précédé d'un vestibule (antarala) avec des escaliers de chaque côté. Ainsi que de deux salles à colonnes : artha mandapa (36 piliers), maha mandapa (70 piliers environ). Elles étaient utilisées pour réunir l'assemblée des fidèles ou pour des cérémonies publiques .
On trouve aussi dans l'enceinte un pavillon pour le taureau Nandi et des temples secondaires.
Tout le temple est construit en granite, une roche abondante dans la région.
Le temple repose sur une base surélevée (Jagati) de 5 mètres de haut, couverte de bas-reliefs et statues de Shiva dansant. Le cœur du sanctuaire porte en langue tamoule le nom de Karuvarai, avec la même signification que le terme en langue sanskrite de garbha-griha, soit « chambre du ventre ». C'est un carré de 7,5 m de côté. Seuls les prêtres sont autorisés à y entrer . Il comporte des ouvertures sur trois côtés qui laissent entrer la lumière.
Le Lingam est probablement le plus grand de l'Inde [réf. nécessaire] avec ses 3,7 mètres de haut. Il était appelé à l'origine Adavallan (« celui qui est bon danseur », à rapprocher de la figure de Shiva Natarâja, classique dans le sud de l'Inde).
En raison de la taille du lingam, il a été nécessaire de construire une galerie en bois qui l'entoure et le surplombe pour les rites d'aspersion. Au niveau du sol, un passage entoure le lingam et permet la circumambulation rituelle (parikrama) .
Le bloc monolithique du sommet pèse 81 tonnes.
Selon une légende locale, une rampe de terre de plus de 6 km aurait été installée pour monter ce bloc au sommet du vimâna. À partir d'un village appelé Sarapallam (« la pente de l'échafaudage ») selon une technique utilisée aussi dans l'Égypte antique, d'après des archéologues qui ont, semble-t-il, découvert des vestiges attestant de cet artifice. Selon une autre hypothèse, c'est une rampe hélicoïdale en terre autour du vimana qui aurait permis cet achèvement.
Le temple est recouvert d'un grand nombre de sculptures tant à l'extérieur qu'à l'intérieur, ce qui est beaucoup plus rare. Certaines sont peut-être des ajouts tardifs de la période marathe. Les murs extérieurs présentent des sculptures avec les 108 poses de la danse classique de l'Inde du Bharata natyam .
Le Nandi, qui date de la période Nâyaka (XVIIe siècle) et qui est logé dans son propre mandapa, est en accord avec les proportions du bâtiment. Il s'agit d'un Nandi monolithique pesant quelque 25 tonnes, de 4 mètres de haut 6 de long et 2,5 de large. Il a probablement remplacé une statue antérieure.
Les temples secondaires à l'intérieur de l'enceinte sont des ajouts ultérieurs :
- temple Periya Nayaki (période Pandya au XIIIe siècle)
- temple de Subrahmanya, un des fils de Shiva (période de Vijayanagar).
- temple de Vinayaka (période marathe).

## Le personnel du temple
Ce temple fut consacré en 1010 de notre ère par l'empereur Raja Raja Chola. À cette époque, 1000 personnes travaillaient dans le temple, dont 400 danseurs et danseuses, notamment de Bharata natyam. Outre les prêtres (brahmanes), on trouvait tout le personnel nécessaire à l'accomplissement des rites. Le temple était d'ailleurs important pour l'économie de la ville avec le commerce des fleurs, lait, ghee (beurre clarifié traditionnel) nécessaires pour les cérémonies.
Le temple de Brihadisvara est classé au patrimoine de l'Humanité de l'UNESCO au sein du bien intitulé « Grands temples vivants Chola ».

## Galerie

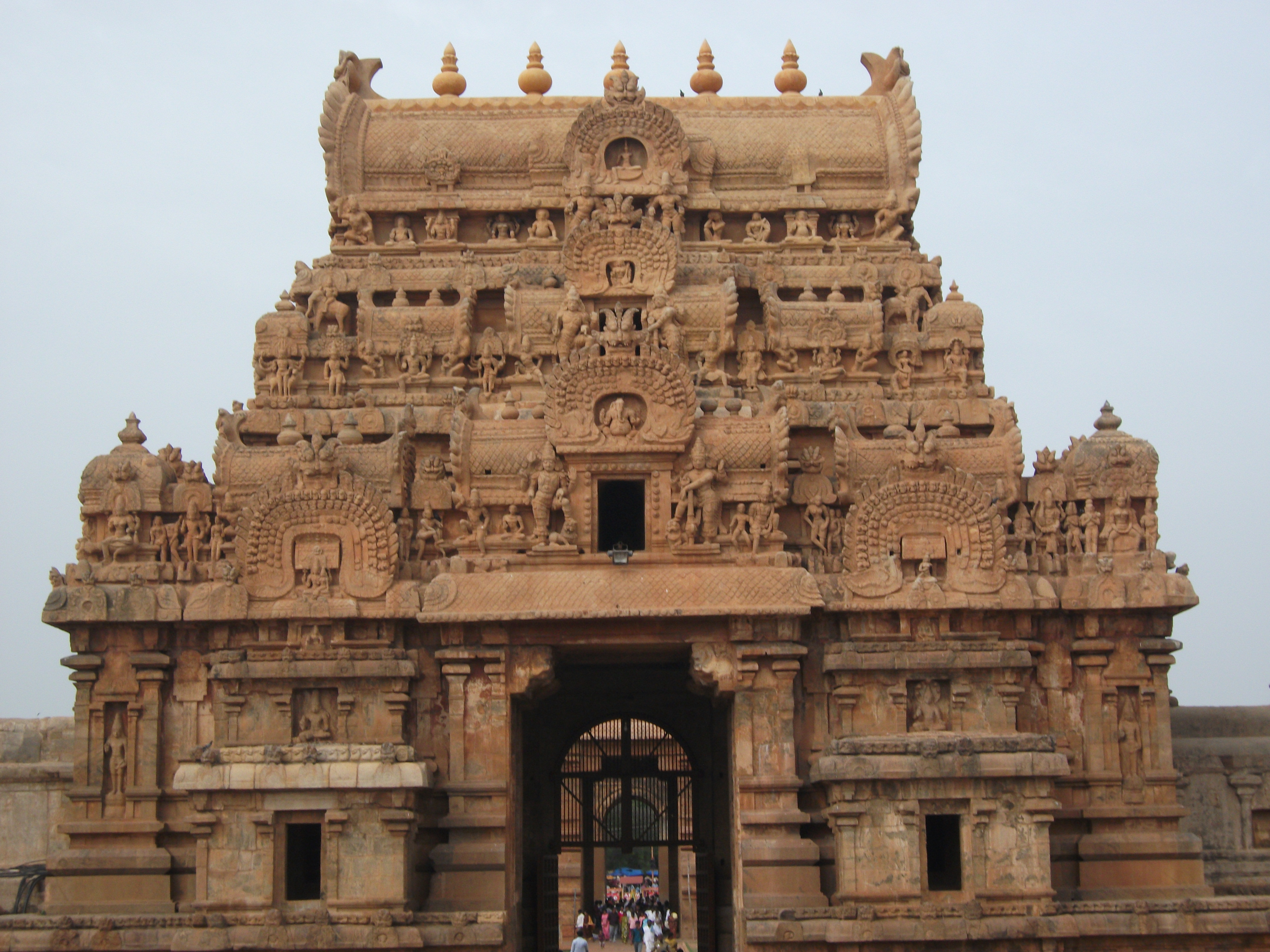
Le gopuram de l'entrée
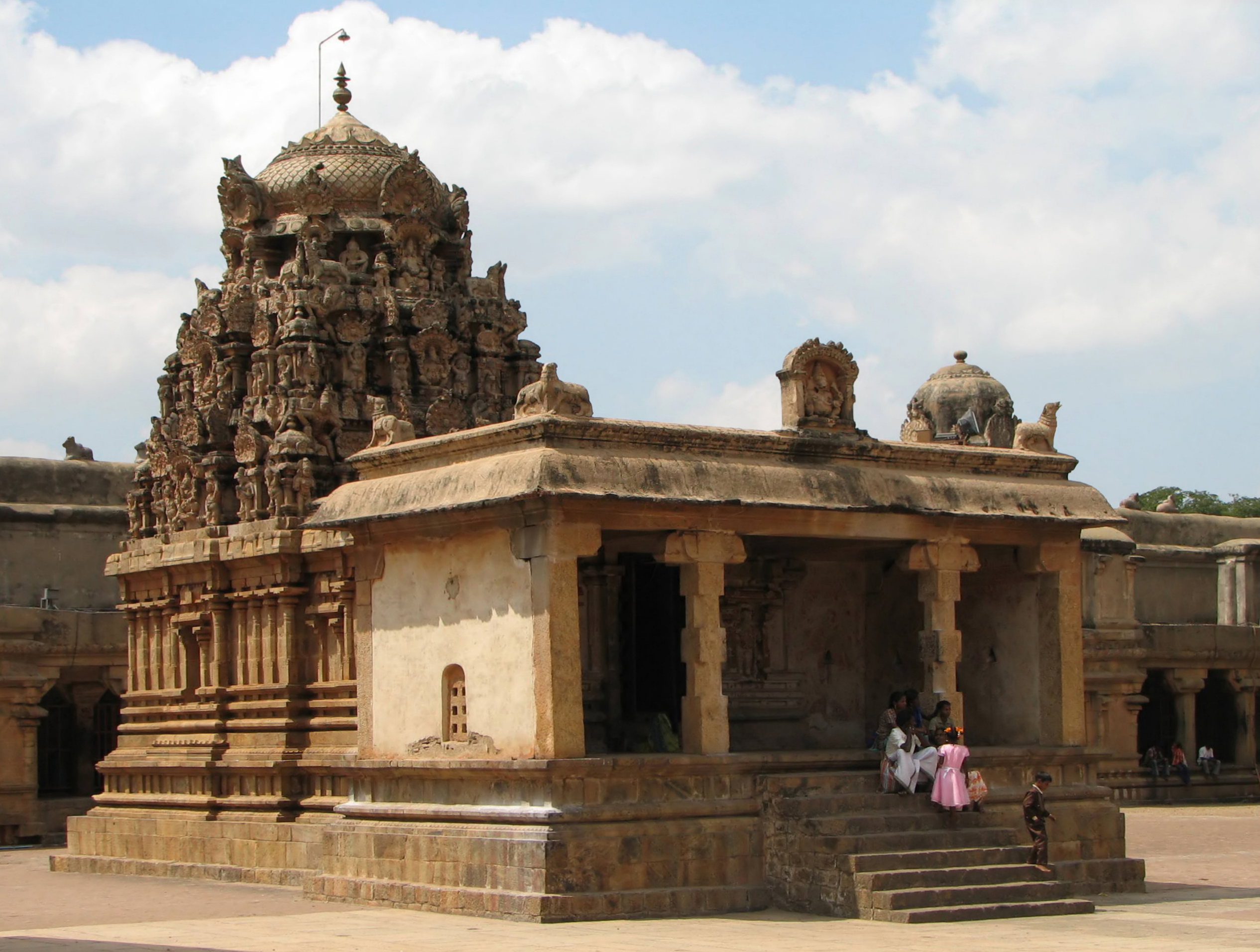
Sanctuaire de Ganapathy
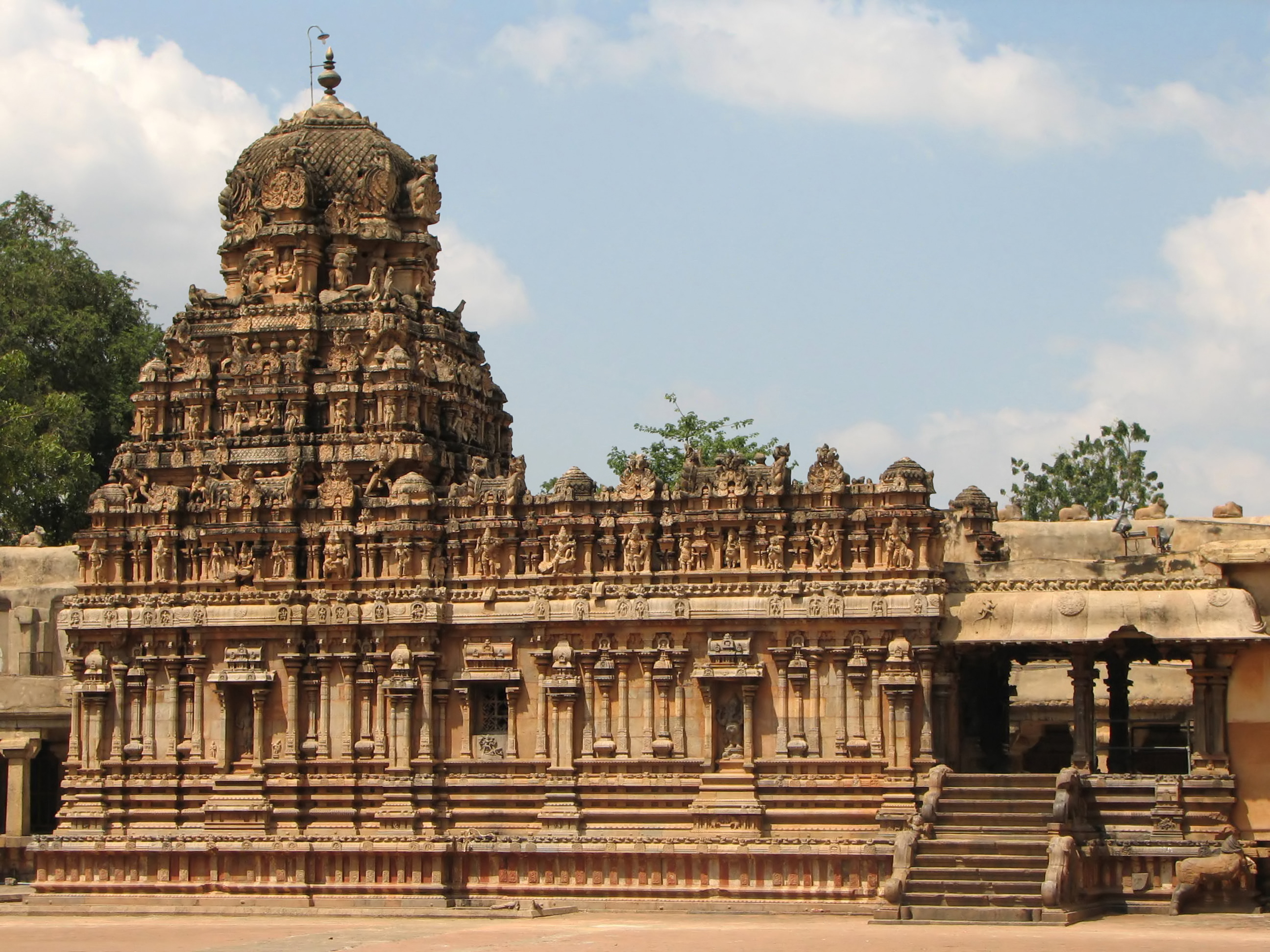
Sanctuaire de Sri Subramanya
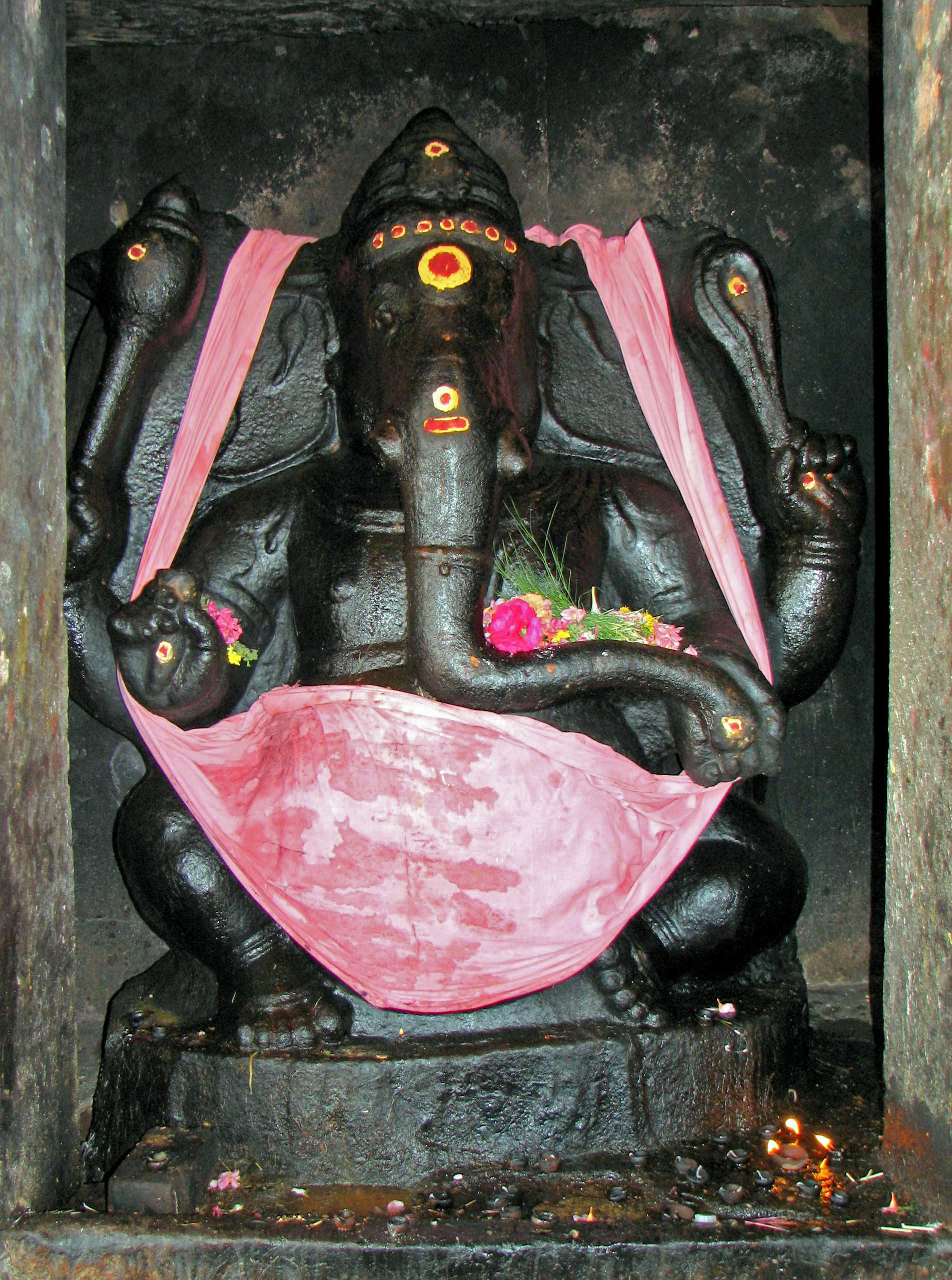
Murti ou Sculpture de Ganesha
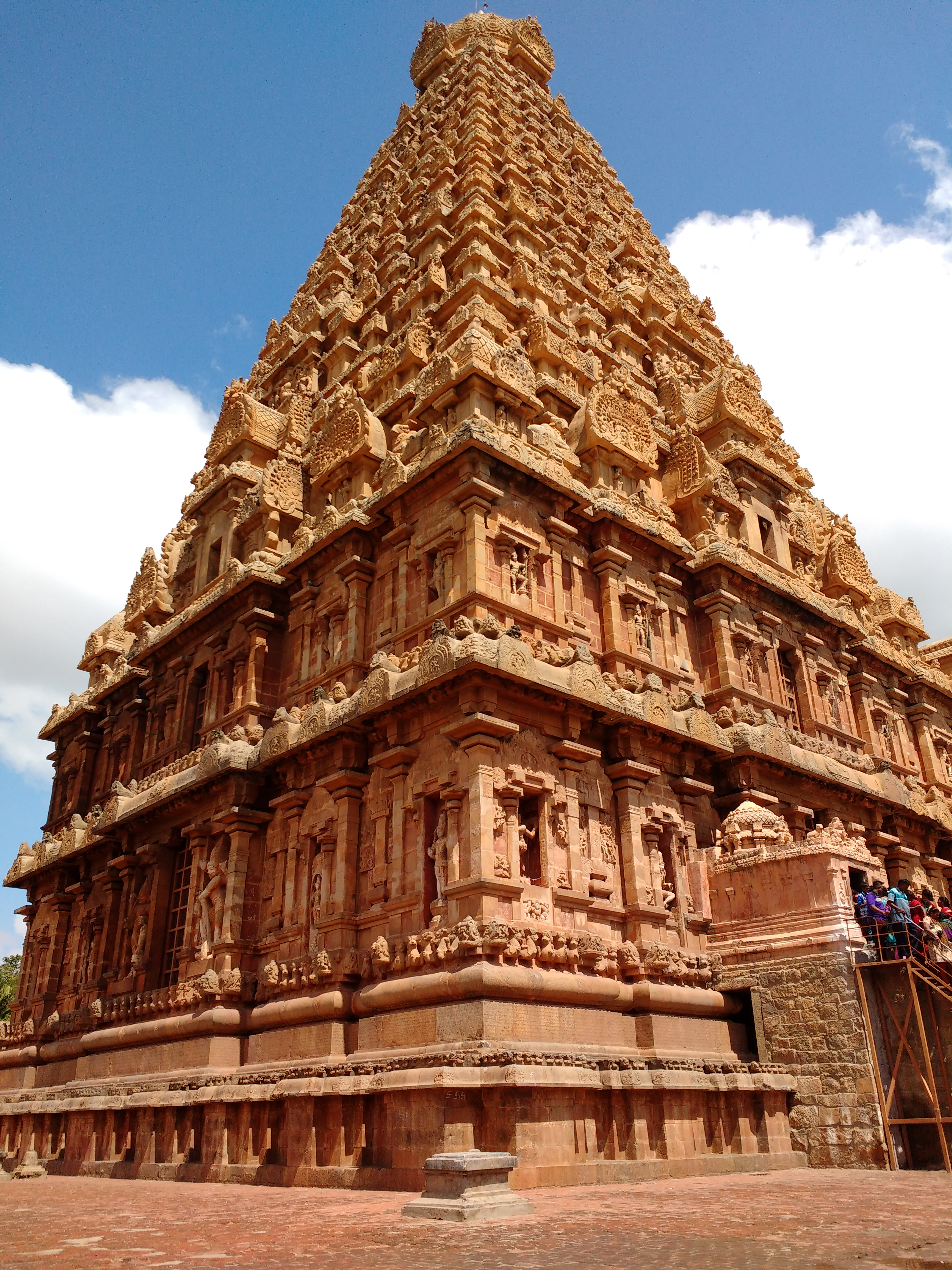
Vue du vimâna en contre-plongée
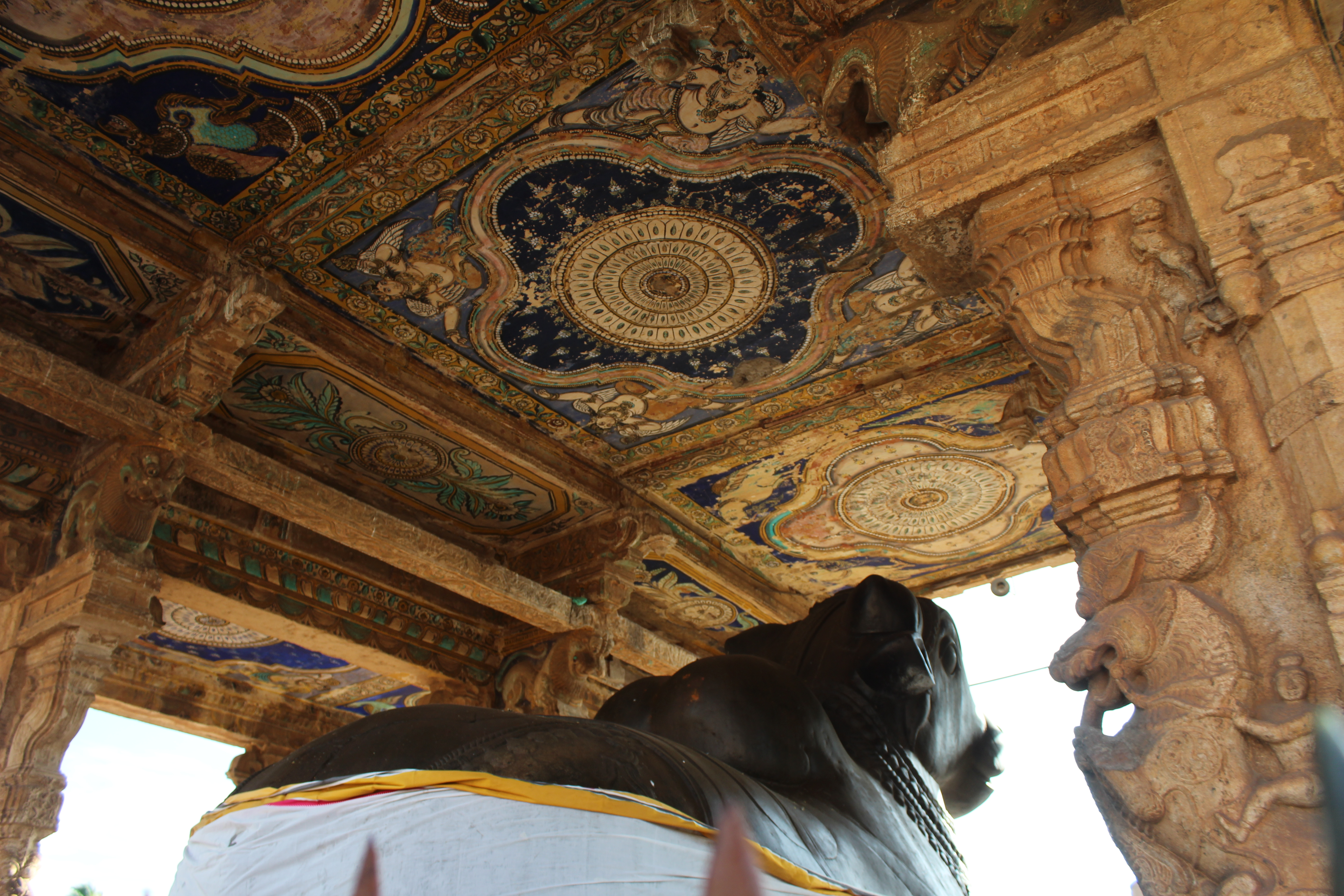
Le plafond peint de la loge du Nandi
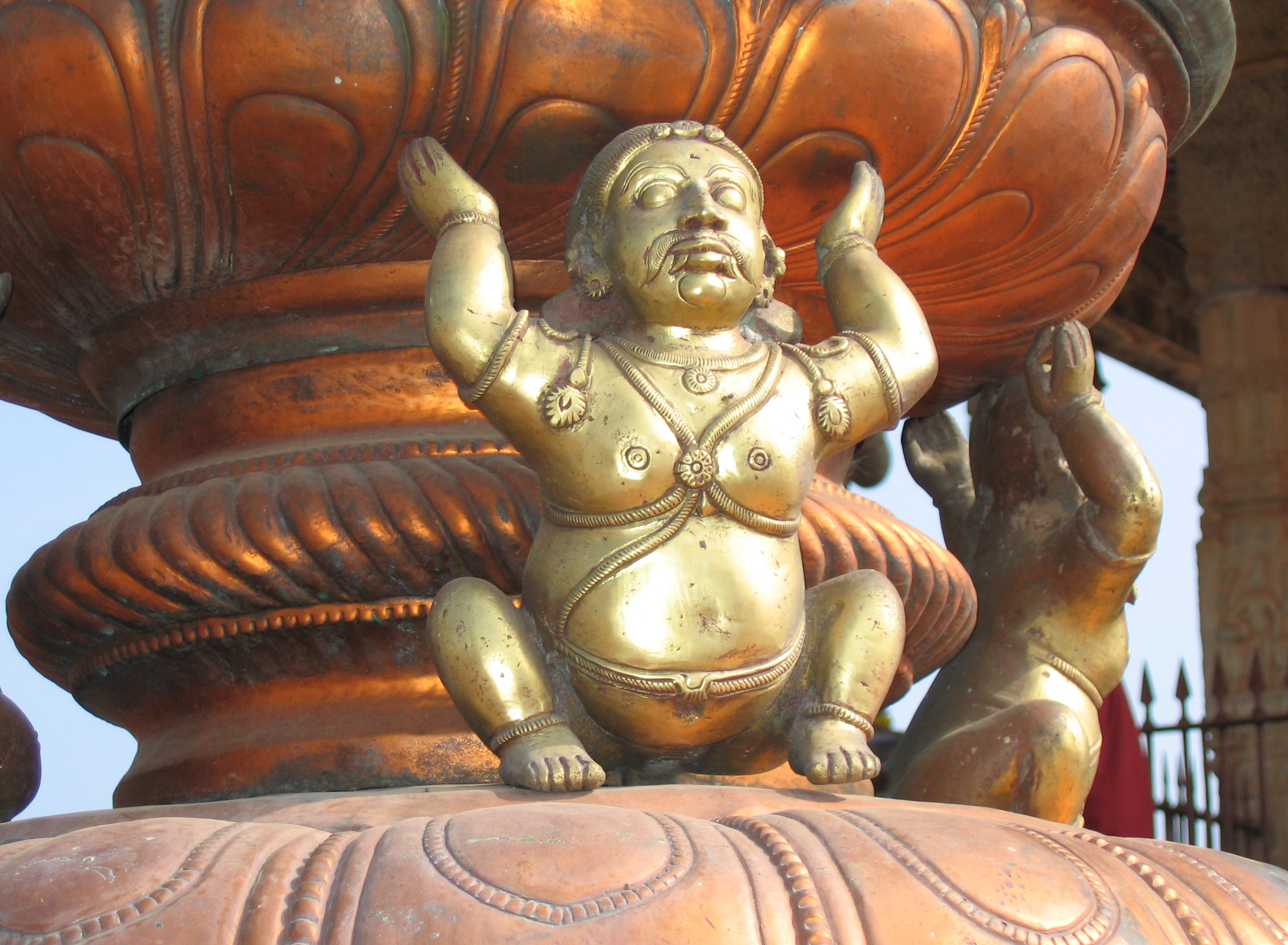
Sculpture en cuivre sur le pilier ornementé du Dwajasthamba (hampe de l'oriflamme rituel)
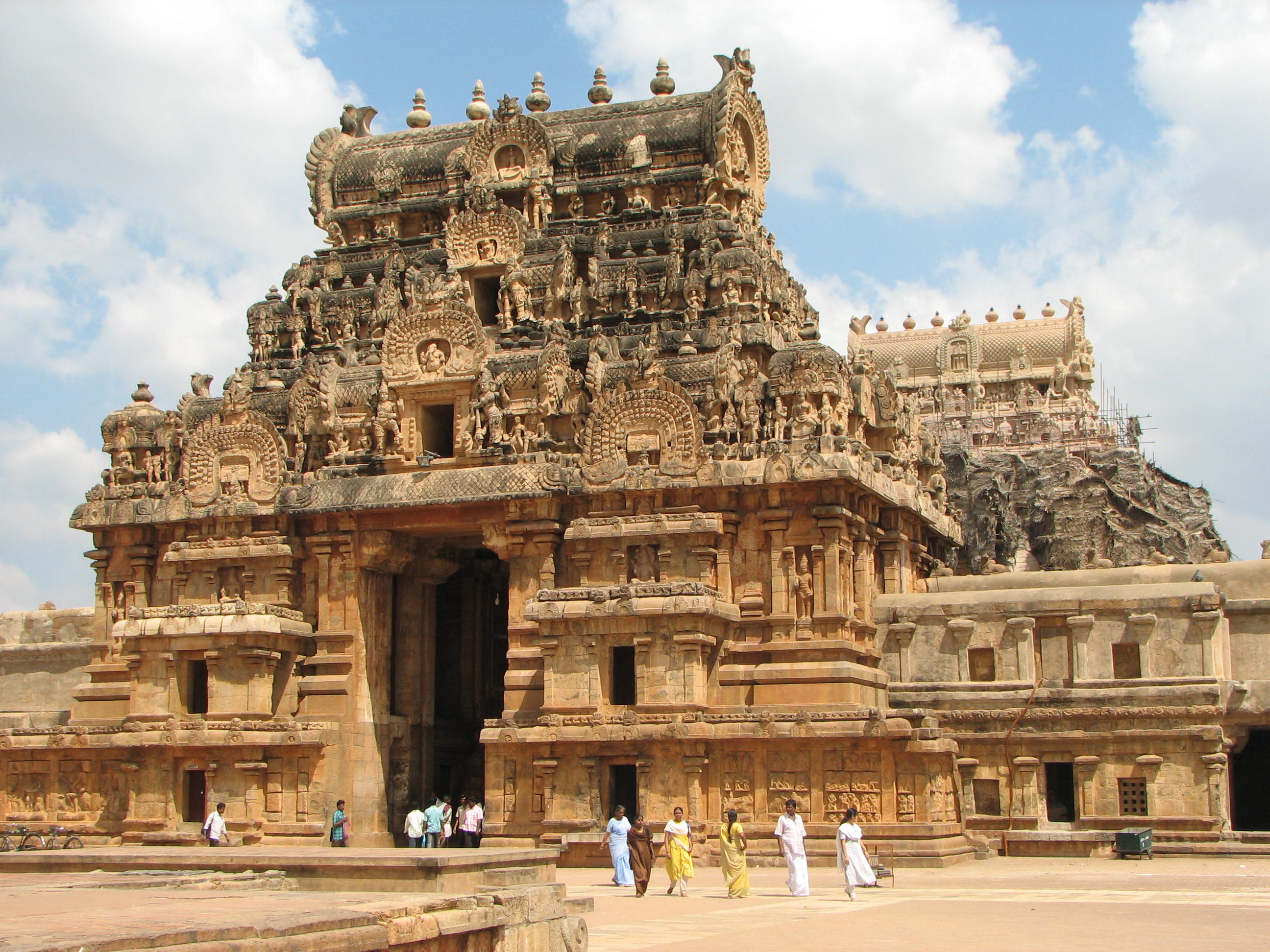
Entrée principale
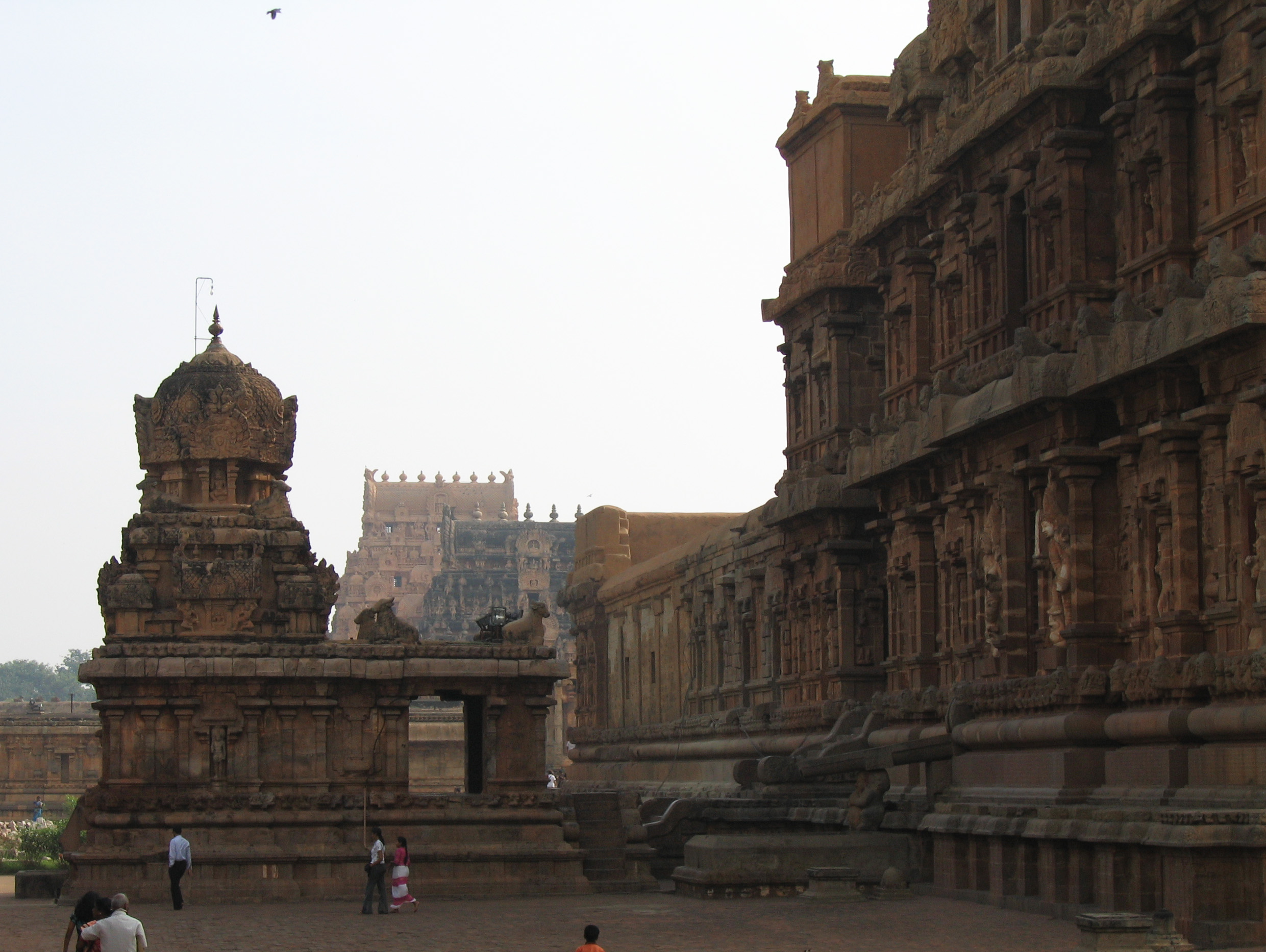
Sanctuaire de Chandeshwara
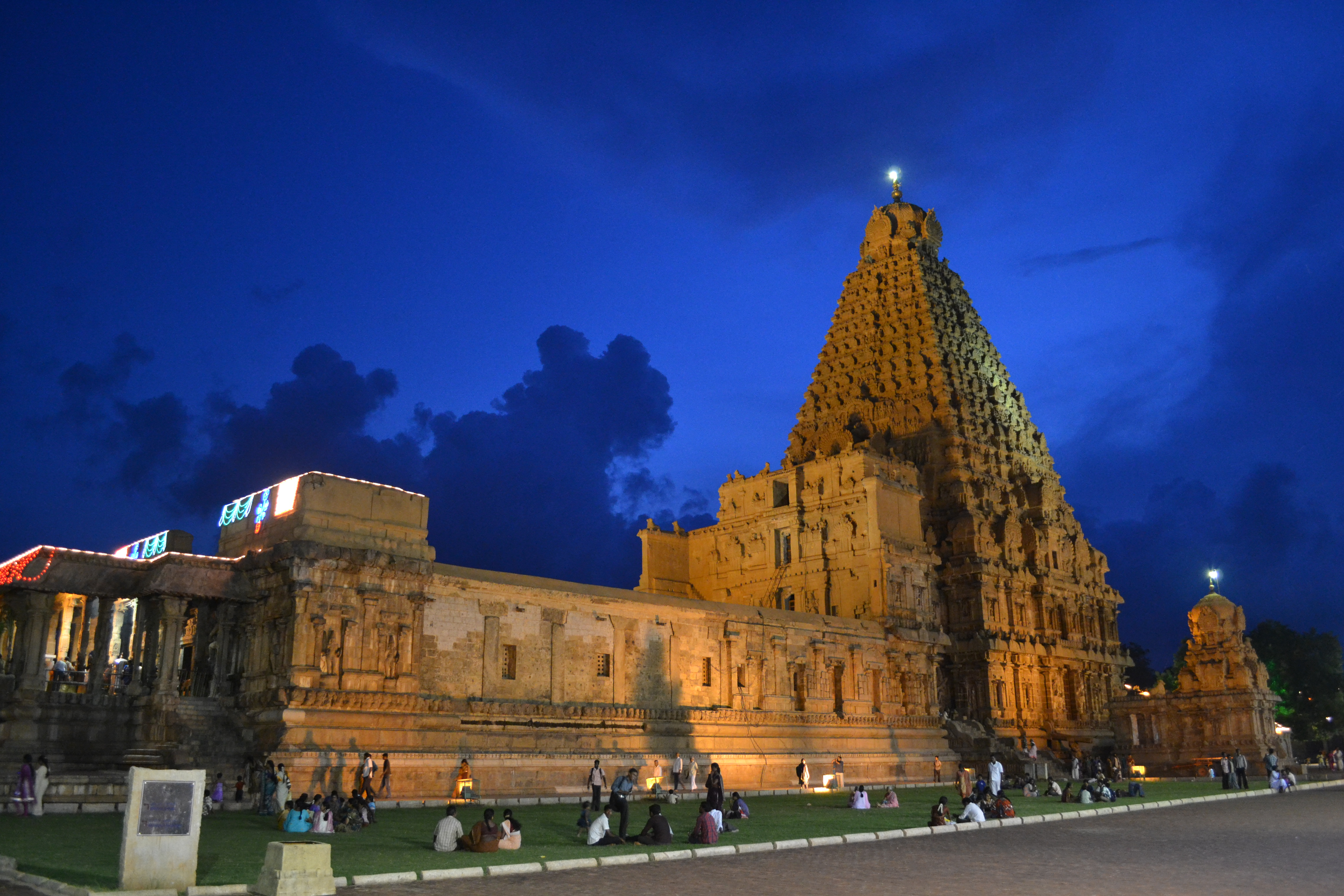
Temple illuminé la nuit
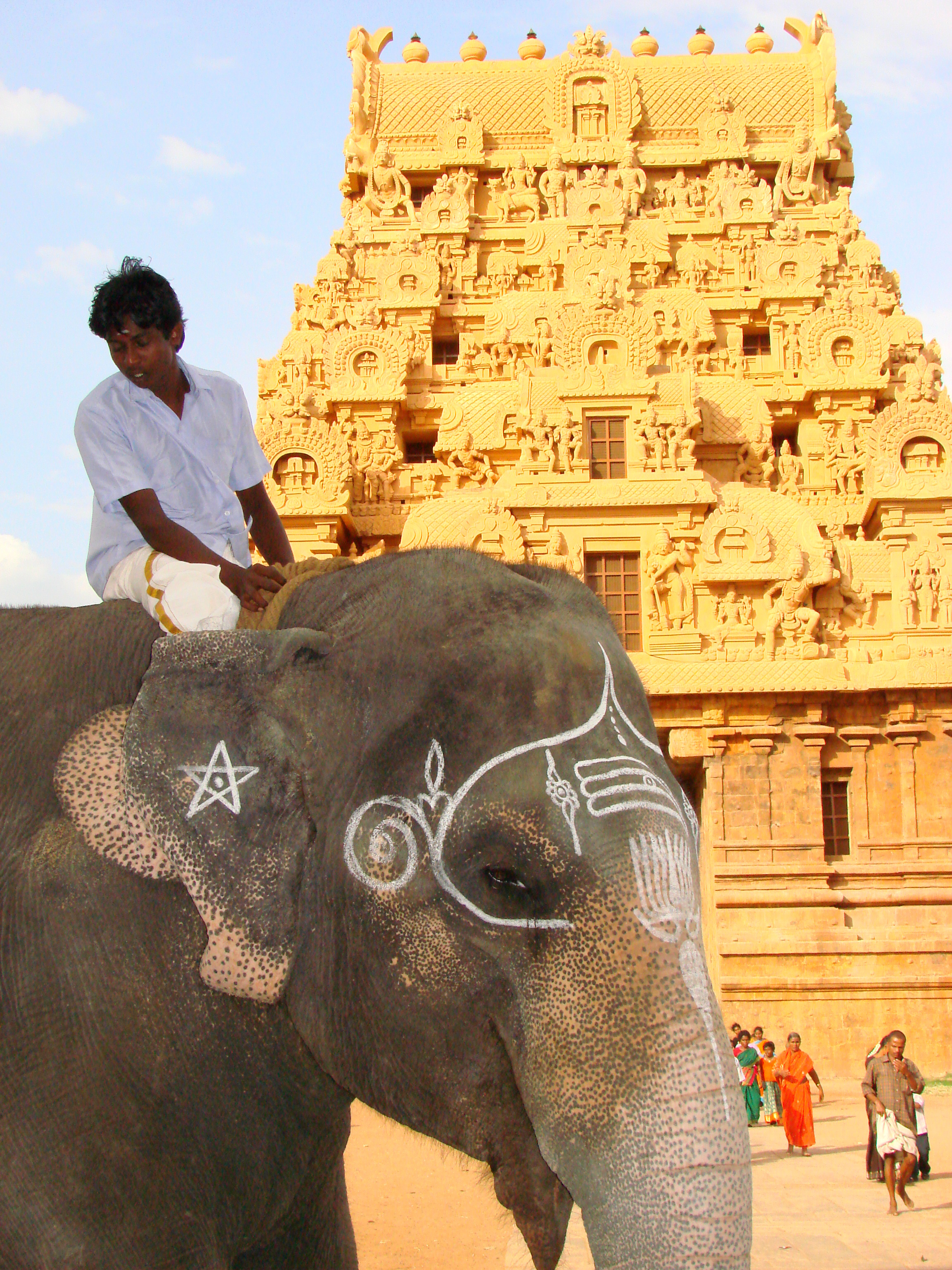
Éléphant du temple et son cornac